# Archive Series (The Korgis)
Archive Series è il terzo album di raccolta del gruppo musicale britannico The Korgis, pubblicato nel 1997. Si tratta della seconda riedizione in versione CD della prima raccolta The Best of The Korgis del 1983 con otto tracce aggiuntive.

## Tracce
1. Everybody's Got to Learn Sometime – 4:13
2. If I Had You – 3:54
3. All the Love in the World – 3:38
4. I Just Can't Help It – 3:44
5. If It's Alright With You Baby – 4:01
6. That Was My Big Mistake – 4:01
7. Domestic Bliss – 3:15
8. O Maxine – 2:39
9. Don't Say That It's Over – 2:46
10. Drawn and Quartered – 3:17
11. It's No Good Unless You Love Me – 3:22
12. Rover's Return – 3:31
13. Sticky George – 3:36
14. Can't We Be Friends Now – 4:01
15. Foolishness of Love – 3:31
16. Nowhere to Run – 4:15
17. Dumb Waiters – 2:42
18. Perfect Hostess – 3:21
19. Love Ain't Too Far Away – 3:29
20. Living on the Rocks – 3:32